# Omakase
Omakase (お任せ) est une expression japonaise qui signifie : « Je m'en remets à vous », du verbe makaseru (任せる).

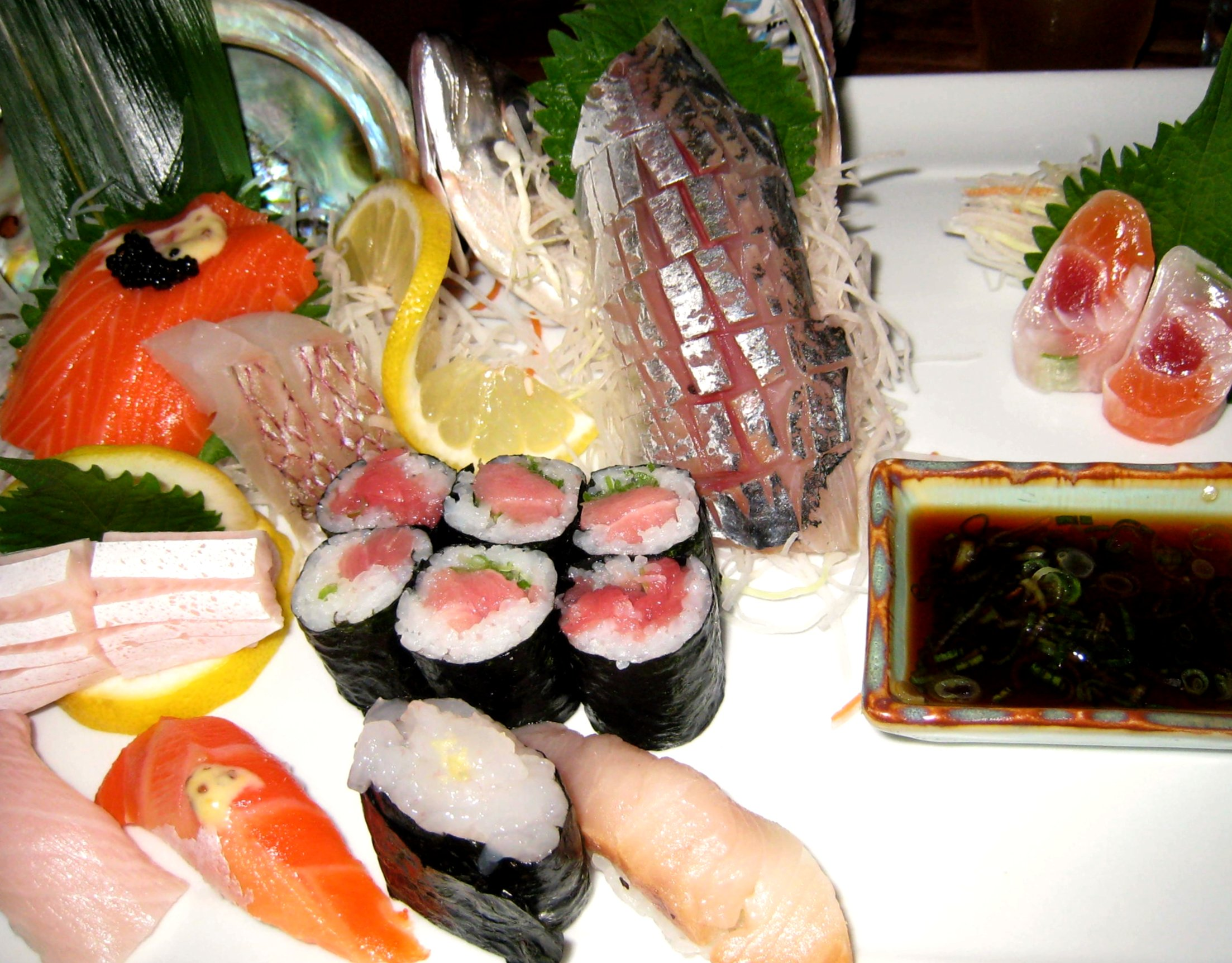
Omakase du chef au Blue Ribbon.

L'expression est aussi utilisée dans les restaurants de sushi pour demander au chef de surprendre ses hôtes en faisant sa propre sélection.
Par analogie, dans l'univers informatique, omakase menu désigne une pratique consistant à proposer un logiciel fournit par défaut avec un ensemble d'outils tiers choisis par l'éditeur. Laissant à quiconque la possibilité de préférer toute alternative mais permettant à la majorité d'utiliser simplement le logiciel développé en s'épargnant le choix et le paramétrages des outils tiers, c'est notamment le cas pour Ruby on Rails.

## Quelques exemples de restaurantsomakase
- The Araki
- Kamo